# Červený Hrádek
Červený Hrádek (en allemand : Rothenburg) est une commune du district de Jindřichův Hradec, dans la région de Bohême-du-Sud, en République tchèque. Sa population s'élevait à 210 habitants en 2020.

## Géographie
Červený Hrádek se trouve à 31 km au sud de Jihlava, à 39 km à l'est de Jindřichův Hradec et à 133 km au sud-est de Prague.
La commune est limitée par Dolní Vilímeč et Nová Říše au nord, par Krasonice à l'est, par Knínice au sud-est, par Hříšice au sud et par Strachoňovice à l'ouest.

## Histoire
La première mention écrite du village date de 1233.